# 歌町站
26°13′22.12″N 127°41′54.3″E / 26.2228111°N 127.698417°E
歌町站（日语：／ Omoromachi eki */?），官網中文站名直接以羅馬拼音Omoromachi作拼寫，是位於日本沖繩縣那霸市歌町4丁目的沖繩都市單軌電車線車站。因應單軌電車的興建，那霸市役所特意將原屬駐日美軍用地、但早於1987年歸還予日本政府的歌町發展為新的商業中心（「那霸新都心」）。車站附近建有多座購物廣場及商業大廈，而與傳統的遊客區國際通有所分別。車站廣場旁設有城際巴士總站，部份前往沖繩島北部的巴士會在此起訖。
在單軌開通初期，歌町是沿線各站中唯一採用平假名寫法的車站，本站的上下車人次是全線車站中排行第3，2012年的總使用人數超過150萬人次。另外，因附近舊有區域的稱呼，計画興建時曾一度採用「真嘉比站」（まかび）的稱呼。

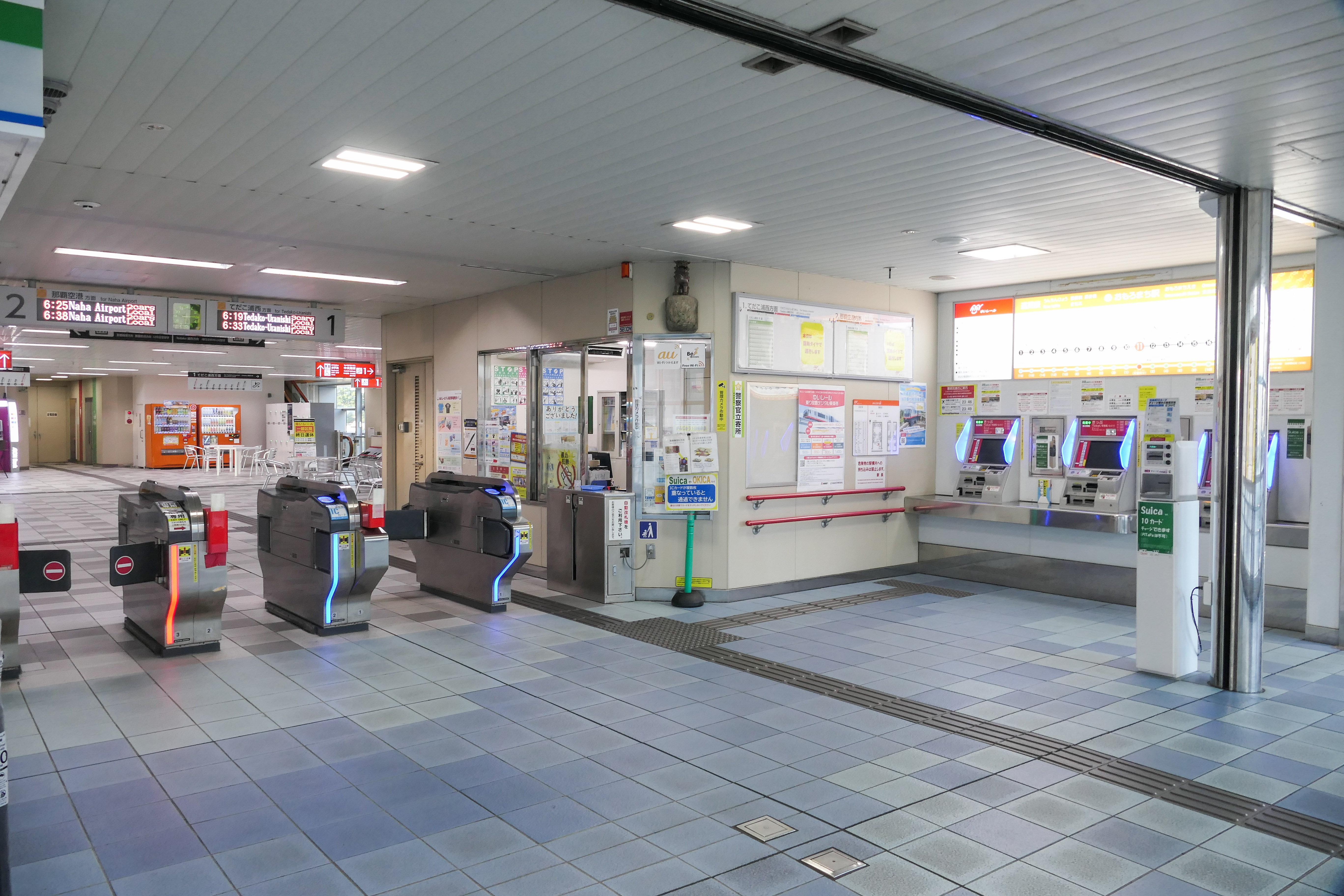
驗票口(2024年6月)

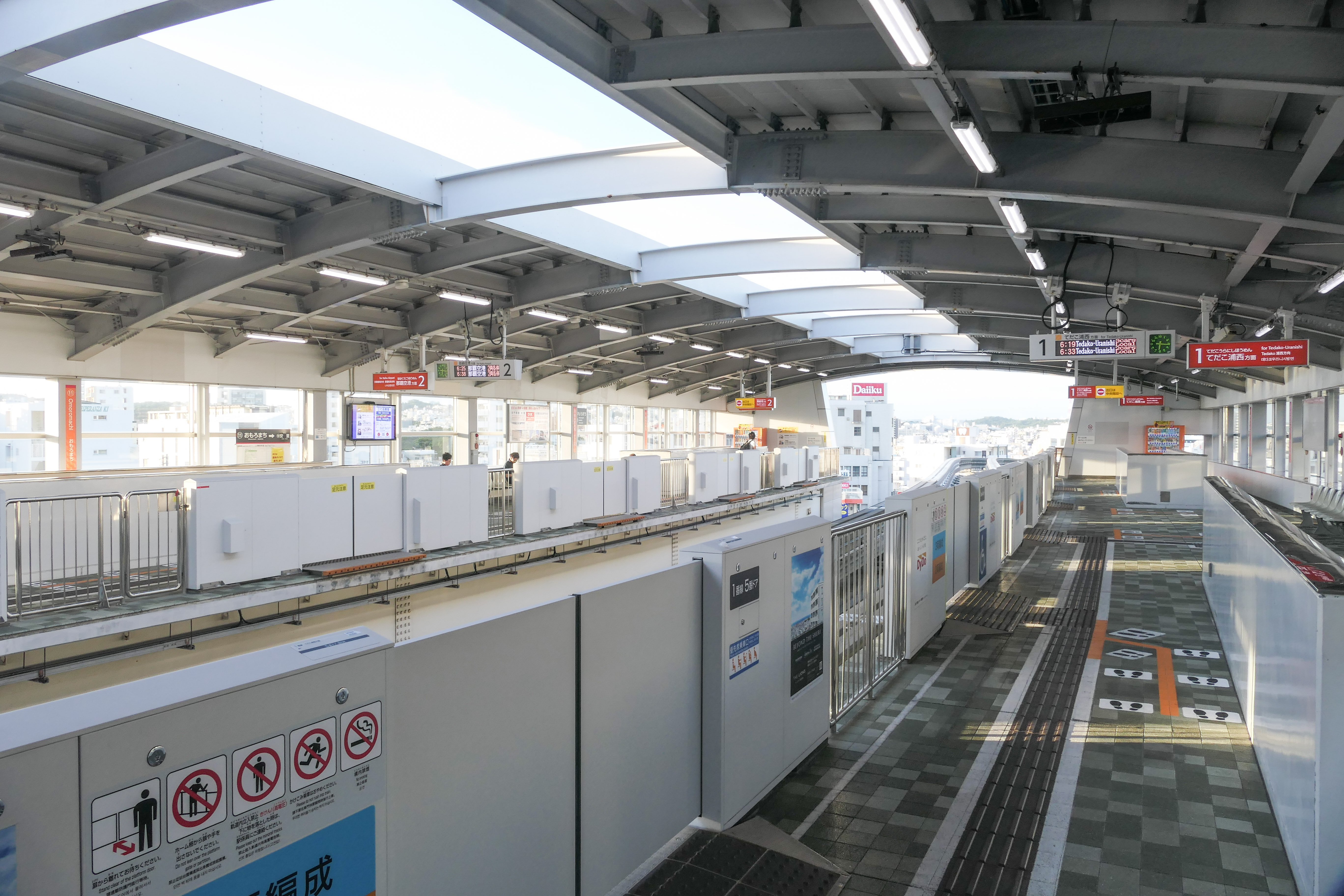
月台(2024年6月)

## 車站構造
本站建在國道330號之上，為相對式月台的雙線車站。車站出口是一個交通廣場，站内設有自動電梯的設備。

### 月台配置
| 月台 | 路線                | 目的地                           |
| ---- | ------------------- | -------------------------------- |
| 1    | ■沖繩都市單軌電車線 | 首里、日子浦西方向               |
| 2    | ■沖繩都市單軌電車線 | 牧志、縣廳前、小祿、那霸機場方向 |

### 車站設備
- 投幣式儲物櫃
- 公共電話
- 自動售賣機（飲品）
- 廁所
- 商店

## 歷史
- 2003年8月10日：車站啟用

## 利用狀況
| 年度 | 1日平均乗車人數 |
| ---- | --------------- |
| 2003 | 2,314           |
| 2004 | 2,482           |
| 2005 | 3,709           |
| 2006 | 4,274           |
| 2007 | 4,394           |
| 2008 | 4,577           |
| 2009 | 3,857           |
| 2010 | 3,780           |
| 2011 | 3,824           |
| 2012 | 4,245           |

## 車站周邊
交通廣場
- 巴士站（歌町站前廣場）
- 計程車車站
- 單車停泊站（免費）

公共設施
- 新都心公園 - 徒步約1分鐘
- 天久公園 - 徒步約8分鐘
- 那霸公共職業安定所 - 徒步約7分鐘
- 沖繩勞動局 - 徒步約15分鐘
- 内閣府沖繩綜合事務局 - 徒步約15分鐘

教育
- 那霸市立真嘉比小學

金融
- 日本銀行那霸分店
- 沖繩海邦銀行真嘉比出張所 - 徒歩約5分鐘
- 沖繩海邦銀行新都心支店 - 徒歩約6分鐘
- 沖繩振興開發金融公庫 - 徒歩約6分鐘

郵局
- 那霸真嘉比郵局 - 徒歩約5分鐘

店鋪
- DFS Gallery 沖繩 - 站前

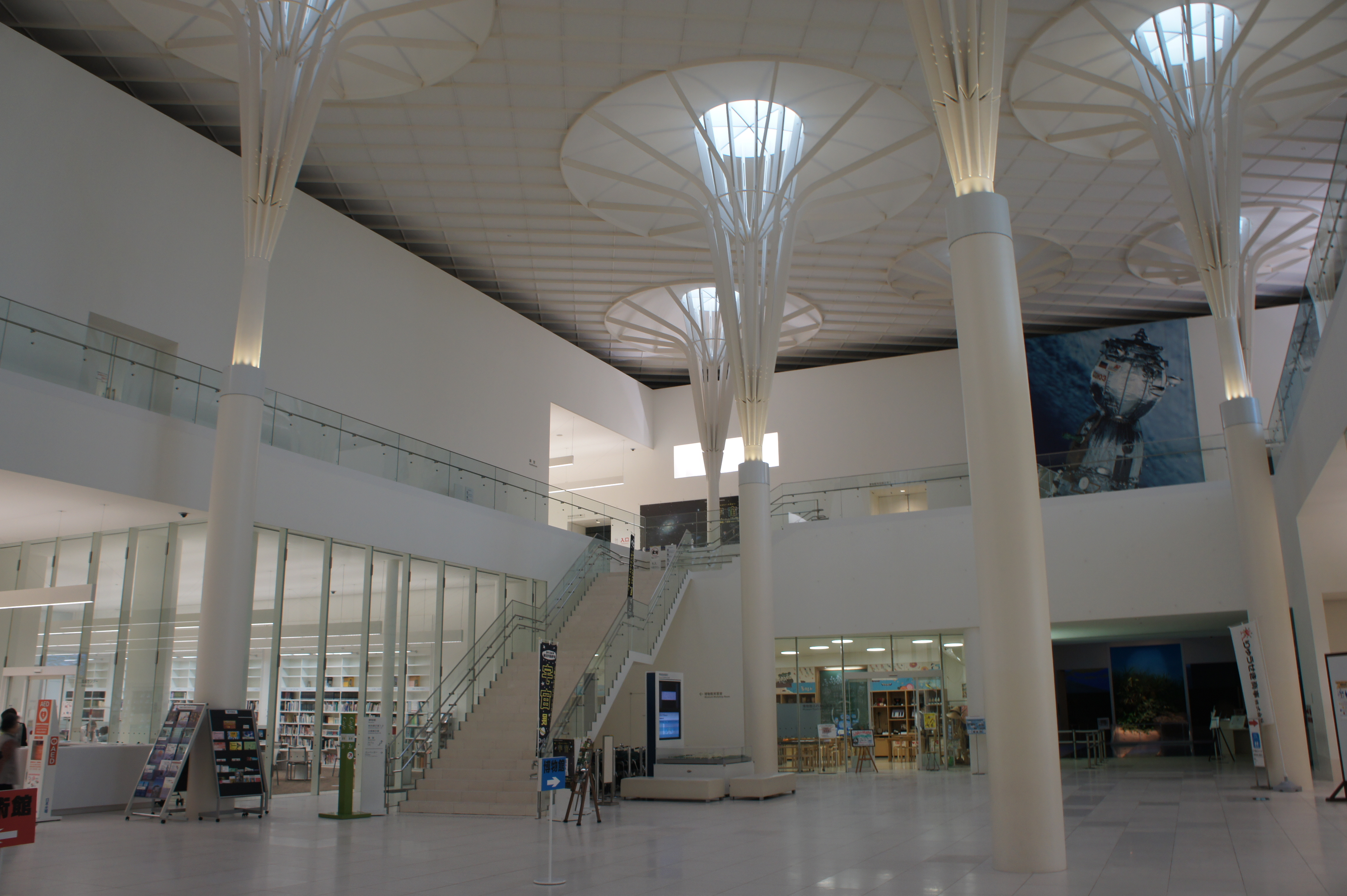
沖繩縣立博物館・美術館的大堂

- Home centerthank you新都心店 - 徒歩約3分鐘
- Geo那霸新都心店 - 徒歩約3分鐘
- TSUTAYA那霸新都心店 - 徒歩約4分鐘
- サンエー那霸メインプレイス - 徒歩約5分鐘
- 生活協同組合あっぷるタウン - 徒歩約10分鐘
- 天久りうぼう樂市 - 徒歩約12分鐘

飲食
- 食物圓形廣場（DFSギャラリア、沖繩三樓）
- Joyfull Co., Ltd.歌町站 - 徒歩約4分鐘
- Skylark Co., Ltd.那霸新都心店 - 徒歩約4分鐘

娛樂設施
- 電影Q - 徒歩約5分鐘、在サンエー那霸メインプレイス内

住宿施設
- リブレガーデンホテル - 徒歩約2分鐘
- 法華經俱樂部酒店那霸、新都心 - 徒歩約2分鐘
- 東橫INN那霸新都心歌町 - 徒歩約2分鐘
- The nahaterasu - 徒歩約10分鐘
- 東橫INN歌町站前（予定7月開幕）

觀光
- 沖繩縣立博物館、美術館

新聞社
- 沖繩時報 - 徒歩約7分鐘

道路
- 國道330號

## 鄰近車站
沖繩都市單軌電車
■沖繩都市單軌電車線
安里（10）－歌町（11）－古島（12）

## 外部連結
- 沖繩城市單軌電車 – 歌町站 （页面存档备份，存于）（日語）（英文）（繁體中文）（简体中文）